# 告うた3〜あなたへ贈る歌2〜
『告うた3〜あなたへ贈る歌2〜』（こくうたスリー あなたへおくるうたツー）は、ericaの3枚目のオリジナルアルバム。2019年2月20日、ユニバーサルJより発売された。

## 収録曲
1. あなたへ贈る歌2
  - 作詞：erica
  - 作曲：erica、nao
  - 編曲：吉村隆行
  - 「あなたへ贈る歌」の5年後を描いた続編[1]。
2. LIVE de DIVE
  - 作詞：erica
  - 作曲：erica
  - 編曲：小木岳司
3. お薬タイム
  - 作詞：erica
  - 作曲：erica、Carlos K.
  - 編曲：Carlos K. 、JOE
4. あまのじゃく子
  - 作詞：erica
  - 作曲：erica
  - 編曲：小木岳司
5. バイバイ
  - 作詞：erica
  - 作曲：erica
  - 編曲：小木岳司
6. あなたがいた日
  - 作詞：erica
  - 作曲：erica、nao
  - 編曲：小木岳司
  - 2018年12月にデジタル配信された"2大失恋ソング"の1つ[1]。
7. 失恋した日
  - 作詞：erica
  - 作曲：erica、nao
  - 編曲：小木岳司
  - 6曲目の「あなたがいた日」と同じく"2大失恋ソング"の1つ[1]。
8. 君へのメッセージ
  - 作詞：erica
  - 作曲：erica、nao
  - 編曲：菊地博人
9. 赤ずきん
  - 作詞：erica
  - 作曲：erica、nao
  - 編曲：池上幸太朗
10. 慕情の涙
  - 作詞：erica
  - 作曲：nao
  - 編曲：澤近立景
11. スキなのにスキだから
  - 作詞：erica
  - 作曲：erica、nao
  - 編曲：白須賀悟
12. バカみたい…
  - 作詞：erica
  - 作曲：erica、nao
  - 編曲：白須賀悟
13. ここにしか咲かない花
  - 作詞：小渕健太郎
  - 作曲：小渕健太郎
  - 編曲：池上幸太朗
  - コブクロの名曲のカバー[1]。歌詞カードには、歌詞に出てくる言葉「あけもどろ」の意味が注釈として明記されている。
14. ガンバレ！
  - 作詞：erica
  - 作曲：erica、nao
  - 編曲：池上幸太朗
15. ただいま おかえり ありがとう 〜僕らの未来〜
  - 作詞：erica
  - 作曲：erica、nao
  - 編曲：吉村隆行
  - 『鉄道発見伝 鉄兄ちゃん藤田大介アナが行く!』テーマソング。
16. あなたへ贈る歌 (Fantastic Orchestra Ver.)
  - 作詞：erica
  - 作曲：erica
  - 編曲：池上幸太朗
  - 「あなたへ贈る歌」のニューバージョン。

## 参加ミュージシャン
- 吉村隆行 （#1、#15）
- 池上幸太朗 （#1、#2、#3、#4、#5、#6、#7、#9、#10、#11、#12、#13、#14、#15、#16）
- 小木岳司 （#2、#4、#5、#6、#7）
- H!de （#2）
- nao （#2、#6、#7、#10）
- 山本ひとみ （#2）
- Carlos K. （#3）
- JOE （#3）
- 山口隆志 （#3）
- 小崎弘輝 （#3、#11、#12）
- 乙坂ひかる （#8）
- 澤近立景 （#10）
- 白須賀悟 （#11、#12）
- 杏菜 （#11）
- 三木秀甫 （#13）